# کیم سونگ-سون
کیم سونگ-سون (انگلیسی: Kim Song-sun؛ زادهٔ ۳۱ دسامبر ۱۹۹۵) بازیکن فوتبال اهل کره شمالی است.